# Hechtia carlsoniae
Hechtia carlsoniae är en gräsväxtart som beskrevs av Burt-utley och John F. Utley. Hechtia carlsoniae ingår i släktet Hechtia och familjen Bromeliaceae. Inga underarter finns listade i Catalogue of Life.